# Pedro González-hert
Het Pedro González-hert is een uitgestorven spieshert. Het was een dwergvorm dat na de laatste IJstijd  tot circa tweeduizend jaar geleden leefde op het Panamese eiland Isla Pedro González, behorend tot de Pareleilanden.

## Vondsten
Isla Pedro Gónzalez is veertien hectare groot. Het eiland werd ongeveer 9.000 tot 8.500 jaar geleden van het vasteland afgesneden door het stijgen van de zeespiegel na de laatste IJstijd. 
De eerste resten van het Pedro González-hert werden in 2008 gevonden bij Playa Don Bernardo, een baai omsloten door riffen en mangrovebossen. Deze vondstlocatie dateert uit het einde van de Preceramische Periode met een ouderdom van 6.190 tot 5.500 jaar. Het betreft een afvalplaats van de jager-verzamelaars met steentijdtechnologie die destijds het eiland bewoonden. Het merendeel van de dierlijke resten zijn van vissen. Er zijn 3.660 specimens van zoogdieren gevonden, waarvan het merendeel toebehoort aan het Pedro González-hert. Van het hert zijn 2.502 gefragmenteerde specimens gevonden van minimaal 22 individuen, waaronder resten van het gewei, schedelfragmenten, boven- en onderkaken, tanden en kiezen, wervels, ribben, schouderbladen, opperarmbenen, spaakbenen, hand- en voetbeentjes, bekken, dijbenen, scheen- en kuitbenen. De beenderen vertonen tandafdrukken en tekenen van bewerking door de mens, zoals snijden, schrapen, breken en verhitting voor consumptie van vlees en merg en bewerking tot werktuig of sieraad. Het Pedro González-hert overleefde tot ongeveer 2.300 jaar geleden. Op jongere archeologische locaties op Isla Pedro González werden geen resten meer van het hert gevonden. Waarschijnlijk stierf het uit door overbejaging.
Andere zoogdieren waarvan resten zijn gevonden bij Playa Don Bernardo zijn een kapucijneraap (1 specimen), de grote paca (2), de Midden-Amerikaanse agouti (306), de zuidelijke opossum (536), stekelratten (Tome-stekelrat en vliegende boomstekelrat) (28), de gewone dolfijn (11), de tuimelaar (2) en een gevlekte dolfijn (1). Het verkrijgen van dolfijnen betrof mogelijk gestrande exemplaren of actieve bejaging door de bewoners van Isla Pedro González. Net als het Pedro González-hert, komen kapucijnerapen, paca's, opossums en stekelratten tegenwoordig niet meer voor op het eiland. Ook van verschillende vogels – grauwe pijlstormvogel, neotropische aalscholver, grote zilverreiger, geelkruinkwak en Verreaux' duif – en reptielen – groene leguaan, zwarte leguaan, afgodsslang, toornslangachtigen, modderschildpadden, karetschildpad en soepschildpad – zijn resten gevonden op de locatie van Playa Don Bernardo.

## Kenmerken
Het formaat van het Pedro González-hert zat tussen dat van de noordelijke poedoe en dat van het Mérida-spieshert in. Dwerggroei is een bekend fenomeen onder grotere zoogdieren op eilanden door verminderde beschikbaarheid van voedsel en leefruimte. Op basis van de lengte van het sprongbeen wordt het gewicht berekend op ongeveer 5,7 kilogram, terwijl de dijbeenlengte op een gewicht van circa 7,7 kilogram wijst.

## Verwantschap
Het Pedro González-hert is niet nauw verwant aan het Midden-Amerikaans rood spieshert (Mazama temama) van het vasteland. Het dier is waarschijnlijk verwant aan het Amazone-spieshert (Mazama nemorivaga), waarvan de ondersoort M. n. permira op het nabijgelegen Isla San José leeft.